# Johnny Jones
John Wesley "Johnny" ("Lam") Jones, född 4 april 1958 i Lawton, Oklahoma, död 15 mars 2019, var en amerikansk friidrottare inom kortdistanslöpning.
Han tog OS-guld på 100 meters-stafetten vid friidrottstävlingarna 1976 i Montréal.